# Зборовский сельсовет
Зборовский сельсовет (бел. Збаро́ўскі сельсавет) — административная единица на территории Рогачёвского района Гомельской области Республики Беларусь. Административный центр — деревня Зборов.

## История
Образован 20 августа 1924 года в составе Рогачёвского района Бобруйского округа БССР. После упразднения окружной системы 26 июля 1930 года в Рогачёвском районе БССР. С 20 февраля 1938 года в составе Гомельской области.

## Состав
Зборовский сельсовет включает 4 населённых пункта:
- Виков — деревня
- Зборов — деревня
- Приднепровский — посёлок
- Ходосовичи — деревня

Упразднённые населённые пункты:
- Возрождение — деревня

## Культура
- Эко-музей «Тайны лечебных трав» на базе Зборовского сельского Дома культуры в деревне Зборов.